# Розалина
Розали́на (яп. ロゼッタ Родзэтта, англ. Rosalina) — персонаж из серии игр про Марио.

## Появление и история
Розалина появилась в 2007 году, в игре Super Mario Galaxy, и практически сразу заняла почётное место в тройке наиболее известных героинь (ибо она не принцесса) в истории Марио, догнав своих коллег Пич и Дэйзи.
Книга из библиотеки Розалины рассказывает предысторию, где всё начинается задолго до появления Марио в Грибном королевстве. Будучи совсем маленькой девочкой, принцесса обнаруживает старый космический корабль и разумную звезду — Люму. Люма просит Розалину помочь ему найти свою маму. Вместе они отправляются на поиски, встречают много других Люм и спустя годы с грустью осознают, что на обыск всего космоса принцессе попросту не хватит жизни. Тогда Розалина придумывает идею. При помощи Люм она создаёт автономную космическую станцию — обсерваторию, с мощными телескопами, позволяющими тщательно осматривать соседние галактики. Раз маму Люмы найти не удалось, Розалина сама предлагает стать её мамой. А также усыновляет всех одиноких звёздочек, встречающихся ей на просторах космоса.
С Марио Розалину сталкивает очередное вмешательство Боузера, который, как и прежде, похищает Пич и прячет её где-то в центре галактики. Отправляясь в погоню, Марио попадает на станцию Розалины. Они быстро подружились. Розалина с радостью оказывает герою-водопроводчику всяческое содействие в поисках похищенной подруги, прося его взамен отыскивать заблудившихся или похищенных лум. Возвращённые лумы усиливают мощность станции, расширяя диапазон её влияния, благодаря чему Марио может проникать всё дальше в глубины космоса.

## Внешность и особенности
Розалина имеет своеобразную внешность, отличную от стилей других принцесс. У неё бирюзовые глаза и длинные серебристо-белые волосы. Правый глаз скрыт локоном. На голове платиновая корона с драгоценными камнями. Одежда и обувь цвета морской волны. Длинное широкое платье с открытыми плечами. Розовый маникюр. Серьги в виде четырёхлучевых звёзд. В руке всегда зажата волшебная палочка, как у феи.
В Mario Kart Wii при выборе мотоцикла Розалина облачается в мотокостюм, который ничем, кроме цвета, не отличается от костюмов Пич и Дэйзи. Изначально она скрыта и становится доступной лишь при первом сохранении Super Mario Galaxy. При этом можно видеть, что верная Люма не покидает её даже во время гонок.
Судя по высокому росту и взрослому голосу, Розалина гораздо старше других принцесс, хотя и выглядит совсем юной.
Отсутствие привычных продуктов питания в космосе вынудило Розалину перейти на рацион Люм. Она питается звёздными кристалликами, которые наделяют её магическими силами. Розалина умеет управлять энергией, левитировать и использовать космическую магию. А также она может использовать вращательную атаку. Она отлично ориентируется в космосе и является прекрасным астрономом.

## Характер
Розалина очень добрая и отзывчивая девушка. Но её отличает неземная своеобразность и непостижимость.
Хоть в играх она показана сдержанной и не самой эмоциональной, она вполне способна проявлять эмоции, что показано в играх после серии Super Mario Galaxy, в которых её голос звучит менее монотонным.
Она обитает в своём собственном мире, и, несмотря на приветливость, покрыта ореолом загадочности. Она явно не от мира сего. Считается, что Розалина интересный и перспективный персонаж, потенциал которого практически не раскрыт. Вполне вероятно, что в будущем Розалина откроет игрокам и поклонникам серии немало своих тайн.

## Участие в играх
- Super Mario Galaxy (Wii, 2007 г.)
- Mario Kart Wii (Wii, 2008 г.)
- Super Mario Galaxy 2 (Wii, 2010 г.)
- Mario Kart 7 (Nintendo 3DS, 2011 г.)
- Super Mario 3D World (Wii U, 2013 г.)
- Mario Party: Island Tour (3DS, 2013 г.)
- Mario Kart Arcade GP DX (Аркадный автомат, 2013 г.)
- Mario Golf: World Tour (3DS, 2014 г.)
- Mario Kart 8 (Wii U, 2014 г.)
- Super Smash Bros. for Nintendo 3DS and Wii U (3DS, Wii U, 2014 г.)
- Mario Party 10 (Wii U, 2015)
- Mario Tennis: Ultra Smash (Wii U, 2015)
- Mario Party: Star Rush (3DS, 2016)
- Mario Kart 8 Deluxe (Nintendo Switch, 2017)
- Super Smash Bros. Ultimate (Nintendo Switch, 2018)
- Mario + Rabbids Sparks of Hope (Nintendo Switch, 2022)
- Mario Strikers: Battle League (Nintendo Switch, 2022)